# إغناثيو بيدرو مورينو كاربالو
إغناثيو بيدرو مورينو كاربالو (بالإسبانية: Ignacio Pedro Moreno Carballo)‏ (29 يونيو 1951 في إسبانيا - ) هو لاعب كرة قدم إسباني في مركز الدفاع. لعب مع فيرو كاريل أويستي ونادي غرناطة ونادي ليفانتي ونادي مريدا.